# John Brancato
John D. Brancato, dit John Brancato, né le 8 novembre 1958, est un scénariste américain.
Il collabore souvent avec Michael Ferris, avec lequel il a notamment créé les séries Traque sur Internet et Les Médiums.

## Filmographie

### Scénariste
- 1990 : Watchers 2 (crédité comme Henry Dominic)
- 1991 : Flight of Black Angel (TV) (crédité comme Henry Dominic)
- 1991 : Unborn (crédité comme Henry Dominic)
- 1991 : Femme Fatale
- 1991 : Mariés, deux enfants (Married… with Children) - Saison 5, épisode 21
- 1992 : Into the Sun
- 1992 : Mindwarp (crédité comme Henry Dominick)
- 1992 : Severed Ties (crédité comme Henry Dominic)
- 1992 : Interceptor
- 1995 : Traque sur Internet (The Net)
- 1995 : Æon Flux - Saison 3, épisode 5
- 1997 : The Game de David Fincher
- 1998 : Traque sur Internet (The Net) - épisodes inconnus
- 2000 : Les Médiums (The Others) - Saison 1, épisodes 1, 2, 11, 12 et 13
- 2003 : Terminator 3 : Le Soulèvement des machines (Terminator 3: Rise of the Machines) de Jonathan Mostow
- 2004 : Catwoman de Pitof
- 2007 : Primeval
- 2009 : Terminator Renaissance (Terminator Salvation) de McG
- 2009 : Clones (Surrogates) de Jonathan Mostow
- 2017 : The Professional (Hunter's Prayer) de Jonathan Mostow
- 2024 : Riposte (Trigger Warning) de Mouly Surya

### Producteur
- 1991 : Flight of Black Angel (TV) (producteur associé)
- 1997 : The Game (coproducteur)
- 2000 : Les Médiums (The Others) (série TV)
- 2024 : Riposte (Trigger Warning) de Mouly Surya